# Дулмалин
Дулмалин (также Дарь Эхийн; тиб. སྒྲོལ་མ་གླིང, Вайли sgrol ma gling — «место Тары») — женский буддийский монастырь в Улан-Баторе, ассоциированный с ФПМТ и принадлежащий к школе гелуг.

## История
Изначально монастырь был построен близ Урги в качестве подарка маньчжурского императора. В 1930-х годах в ходе репрессий был почти полностью разрушен. С начала 1990-х годов лама из Гандантэгченлина О. Содном вместе со своей ученицей Бадамханд начали работы по восстановлению монастыря, и в 2001 году передали его на попечение в международный Фонд поддержания махаянской традиции. В монастыре поселились 16 молодых монахинь, были приглашены в качестве наставниц две монахини их Сэра Дже. В Дулмалин несколько раз приезжал Сопа Ринпоче; в 2004 году было завершено строительство ступы, которую освятил Чодэн Ринпоче.

## Нынешнее состояние
В настоящее время в Дулмалине постоянно проживают около 10 монахинь; ведётся начальное буддийское обучение, после которого молодые монголки продолжают образование в Копане.